# Marek Grechuta
Marek Michał Grechuta (10 de dezembro de 1945 Zamość, Polónia - 09 de outubro de 2006 Cracóvia, Polônia) foi um cantor polaco, compositor, compositor e letrista. 

## Biografia
Nascido em Zamość, em 1963, ele chegou a Cracóvia para estudar arquitetura. Lá, em 1966, ele fundou grupo Anawa, que estava em seu cabaré começando. Mais tarde, tornou-se um dos grupos de música polonesa mais popular. Em 1967 foi agraciado com Grechuta segundo lugar no Concurso Nacional de Músicos Estudante VI. Entre 1967 e 1971 ele criou suas canções mais conhecidas, como: "Niepewność", "Będziesz moją panią", "Dni, których nie znamy". 
Em 1969, ele desempenhou um papel menor no filme de Andrzej Wajda Polowanie na Muchy. 
Em 1971 ele deixou Anawa e fundou a banda wiem (em polonês: W Innej Epoce Muzycznej, numa época musical diferente).
A maioria de sua música são inspirados pela poesia polonesa do século 19 e 20.
Em 2003, ele colaborou com o grupo Myslovitz e re-gravou sua canção mais velha Cracóvia.
Ele morreu em Cracóvia em 2006.

## Discografia
- Marek Grechuta & Anawa (1970)
- Korowód (1971)
- Droga za widnokres (1972)
- Magia obłoków (1974)
- Szalona lokomotywa (1977)
- Pieśni Marka Grechuty do słów Tadeusza Nowaka (1979)
- Śpiewające obrazy (1981)
- W malinowym chruśniaku (1984)
- Wiosna - ach to ty (1987)
- Krajobraz pełen nadziei (1989)
- Ocalić od zapomnienia (1990)
- Piosenki dla dzieci i rodziców (1991)
- Dziesięć ważnych słów (1994)
- Niezwykłe miejsca (2003)